# اسکاچ استریت
اسکاچ استریت (به انگلیسی: Scotch Street) یک روستا در بریتانیا است. اسکاچ استریت ۱٬۰۰۰ نفر جمعیت دارد.